# Emilio Ceretti
Emilio Ceretti, noto come Mimi Ceretti (Milano, 10 settembre 1907 – Milano, 28 marzo 1988), è stato un giornalista, traduttore, critico cinematografico e imprenditore italiano.

## Biografia

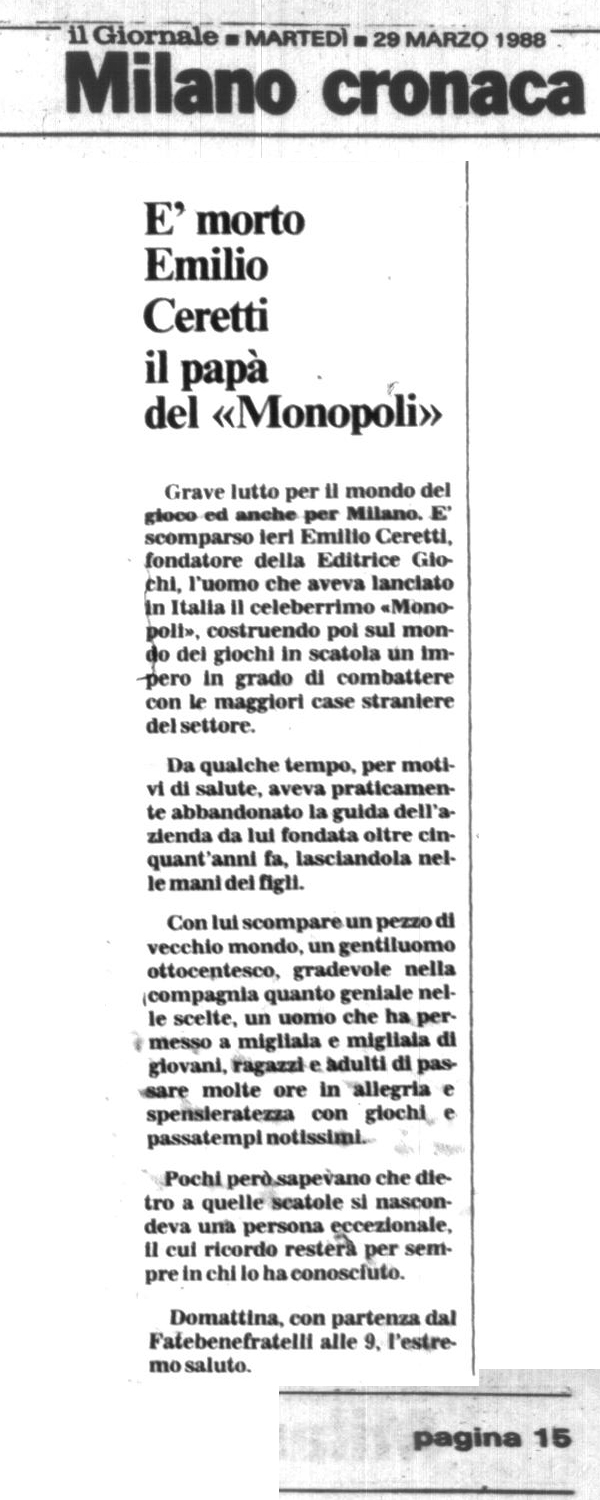
Il necrologio scritto da Indro Montanelli

Emilio Ceretti, laurea in Giurisprudenza alla Statale di Milano, inizia la carriera di giornalista negli anni trenta, come critico cinematografico per L'Ambrosiano, il Tempo e altri periodici.

Nell'estate del 1936, impiegato presso la Arnoldo Mondadori Editore, riceve dallo stesso Arnoldo Mondadori negli uffici di via della Maddalena, la proposta di pubblicare un gioco di società da essa rifiutato, il Monopoly. Con gli amici Walter Toscanini (figlio del maestro Toscanini) e Paolo Palestrino fonda la Editrice Giochi S.A. e lo traduce in Italiano ispirandosi alla toponomastica di Milano (basta citare "Viale dei Giardini", dove lui stesso abitava e il vicino "Parco della Vittoria", oggi giardini "Indro Montanelli"), inventandosi anche i celeberrimi "Vicolo corto" e "Vicolo stretto". Quindi modifica il titolo sostituendo la "I" finale al posto della "Y" per evitare la censura del regime (con l'accento che resterà sulla terzultima per mantenerne la pronuncia originale). Luigi Barzini Jr. descrive il gioco in terza pagina sul Corriere della Sera e grazie all'amicizia con Aldo Borletti, che subentra come socio a Palestrino, Monopoli ha un suo spazio dedicato nei Grandi Magazzini La Rinascente a Milano.
Intanto traduce importanti classici, tra i quali Sinclair Lewis, Katherine Mansfield e Aldous Huxley, pubblicati nella collana "Medusa" di Mondadori. 

Nel luglio 1940 è direttore responsabile della rivista Panorama, poi chiusa dal Minculpop a seguito di un articolo dell'amico Indro Montanelli considerato "disfattista".
Segretamente fonda la società anonima "Edizioni Riunite" con la quale continua la pubblicazione di articoli e libri soprattutto inglesi e americani, invisi al regime.
Durante il conflitto mondiale è corrispondente di guerra per il Popolo d'Italia. In Finlandia e in Grecia è con Indro Montanelli. Tra gli amici colleghi si ricordano anche Filippo Sacchi, Leo Longanesi, Gaetano Afeltra, Giovanni Artieri, Giovanni Mosca e molti altri. Viene insignito da civile con la medaglia d'argento al valor militare per aver convinto gli abitanti dell'isola di Corfù ad arrendersi senza spargimenti di sangue, inventandosi l'arrivo imminente di truppe Italiane in massa. Grazie al suo brevetto di pilota porta a termine altre missioni spericolate nei cieli d'Africa.
Terminata la guerra, la sua casa editrice pubblica, tra gli altri, Il buonuomo Mussolini di Indro Montanelli e La verità sul Generale De Gaulle e difesa del Maresciallo Petain di Alfred Fabre-Luce. La sua attività principale tuttavia si concentra su Editrice Giochi: lancia per primo in Italia nel 1959 la Barbie e a metà anni '60 i giochi della MB (suo il noto titolo "L'allegro chirurgo"). Dall'amico scrittore Aldo Pasetti acquista i diritti del gioco Scarabeo, e negli anni '70 acquisisce in esclusiva i diritti di RisiKo!, il popolare gioco di strategia. Collabora fino a metà degli anni '80 con Mike Bongiorno alla realizzazione delle versioni in scatola di molti programmi TV di successo. Il 28 marzo 1988, ottantenne, muore a Milano.

## Opere
Tra i vari libri e articoli si ricordano:
- Aldous Huxley, Il sorriso della Gioconda e altri racconti, Milano, Mondadori, 1933, Medusa. Traduzione di Luigi Barzini Jr. e Emilio Ceretti.
- Almanacco della Medusa, Milano, Mondadori, 1934. Con la collaborazione di Enrico Piceni, Lavinia Mazzuchetti, Giacomo Prampolini ed Emilio Ceretti.
- Katherine Mansfield, La lezione di canto e altri racconti, Milano, Mondadori, 1935, Medusa. Traduzione autorizzata di Emilio Ceretti.
- Scrittori nostri. Raccolta antologica di scritti inediti, Milano, Mondadori, 1935. A cura di Emilio Ceretti.
- Aldous Huxley, Dopo i fuochi d'artificio e altri racconti, Milano, Mondadori, 1936. Traduzione di Emilio Ceretti e Piero Gadda.
- Con l'Esercito Italiano in Africa Orientale, Milano, Mondadori, 1936-1937. A cura di Emilio Ceretti.
- Sinclair Lewis, Velocità e altri racconti, Verona, Mondadori, 1940, 1ª edizione. Traduzione di Emilio Ceretti.
- Pagine scelte sul Cinema, Milano, Laboratori Maestretti, 1940. A cura di Emilio Ceretti.